# Jord
 For alternative betydninger, se Jord (flertydig). (Se også artikler, som begynder med Jord)
Begrebet jord eller jordbund dækker over mange forskellige materialetyper, som er forskellige kemisk og fysisk set. Som alt på planeten Jorden er materialerne oprindeligt rester fra stjerner.
Råjord kan bestå af nedbrudte eruptiver, det vil sige gammel, silikatholdig lava og i mindre mængder alt, hvad der ellers stammer fra vulkaner. Desuden kan råjorden være dannet ved forvitring af metamorfe bjergarter (granit, gnejs, konglomerater, sandsten, skifer eller kvartsit). Endelig kan råjorden også bestå af sedimenter (sten, grus, sand, silt, ler eller kalksten og andre karbonater), som kan være aflejret af vand eller vind, eller blot på gammel havbund, som er blevet presset op over havoverfladen.
Jordbund er det materiale, som planter og jordbundsorganismer lever i, og derfor også det, som man dyrker, når man driver landbrug, skovbrug eller gartneri. Når mikroskopiske (mikrober) og makroskopiske organismer har boltret eller stadig boltrer sig i råjorden, samles der et lag af organismeaffald og døde organismer (dyre- og planterester), som tilsammen kaldes førne. Når førnen bliver omsat af jordens bakterier og svampe, dannes der produkter, der repræsenterer stigende grad af nedbrydning. Til sidst er energien udvundet af førnen, hovedparten af mineralerne er frigivet, og tilbage er en sort, geléagtig rest, humus. Hvis førne, humus og alle mellemprodukterne bliver blandet ned i råjorden, dannes der muld, men hvis det hele bliver liggende for sig selv øverst oppe, opstår der i stedet morr. Begge disse jordtyper er former for overjord, som også kaldes dyrkningslaget eller madjorden.

## Note
1. ↑  I ganske få tilfælde består vulkansk materiale af karbonater, sådan at det er basisk.